# La Nuova Sardegna
La Nuova Sardegna è il più diffuso quotidiano del nord Sardegna, fondato nel 1891 a Sassari da Giuseppe Castiglia ed Enrico Berlinguer, nonno dell'omonimo ex segretario del PCI. Dal 2021 è controllato da Gruppo SAE.
Oltre che a Sassari ha redazioni a Cagliari, Nuoro, Olbia e Oristano.
Dal 1980 al 2021 è stato di proprietà di GEDI Gruppo Editoriale che, dal 1º dicembre 2016, lo aveva dato in gestione (affitto di ramo d'azienda) alla DBInformation Spa.
Dal 1º febbraio 2022 il quotidiano viene acquistato dalla società Sae Sardegna Spa del Gruppo Sae.

## Storia

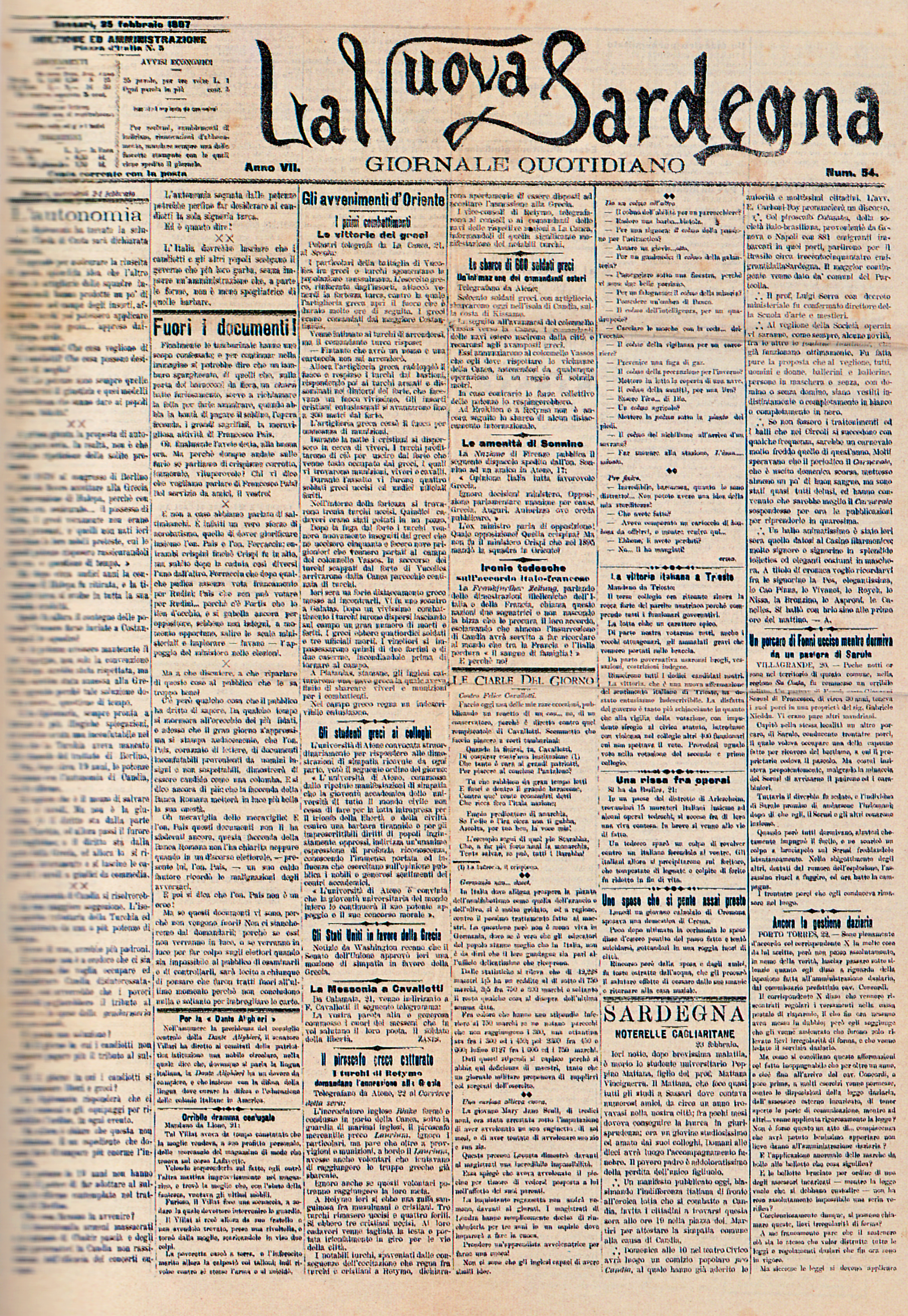
Prima pagina de La Nuova Sardegna del 1897

La Nuova Sardegna è nata il 9 agosto 1891, fondata da un gruppo di intellettuali e politici democratico-progressisti, tra cui Enrico Berlinguer, Pietro Satta Branca, Antonio Stara, Giuseppe Castiglia, che volevano creare un giornale per le elezioni comunali dello stesso anno. La nascita del quotidiano sassarese si può quindi paragonare col suo maggiore concorrente regionale di sempre, L'Unione Sarda, anch'esso nato per le elezioni comunali, a differenza del quale i fondatori della Nuova ebbero un importante successo elettorale. Diventa quotidiano il 17 marzo 1892.
Durante il regime fascista assume fortemente una linea politica antifascista, che portò a 17 sequestri del giornale fino alla sua chiusura nel 1926.
Le pubblicazioni riprendono nel 1947.
Nel 1967 il quotidiano viene ceduto all'imprenditore Nino Rovelli, il quale aveva acquistato anche L'Unione Sarda. Nel 1980 il quotidiano viene acquistato dal Gruppo Editoriale L'Espresso. Dal 1º dicembre 2016 La Nuova Sardegna è stata data in gestione alla DBInformation Spa.
Il 1º febbraio 2022 il quotidiano è stato acquistato da Sae Sardegna Spa. La compagine societaria è formata dal Gruppo Sae (Sapere Aude Editori), azionista di controllo, da Fondazione di Sardegna, da Depafin del Gruppo De Pascale e da Abinsula Srl, società sassarese.
Nelle pagine culturali hanno collaborato e collaborano Enrico Costa, Giuseppe Calvia, Antonio Pigliaru, Giovanni Lilliu, Manlio Brigaglia, Flavio Soriga, Giulio Angioni, Marcello Fois, Luciano Marrocu, Matteo Porru, Piergiorgio Pulixi  ed ebbe come capocronista Roberto Stefanelli, ricordato per l'istituzione del candeliere d'oro e d'argento e per la valorizzazione del maggio sassarese al quale è stata dedicata una via.

## Diffusione
| Anno | Copie vendute | Lettori |
| ---- | ------------- | ------- |
| 2018 | 30 193        |         |
| 2008 | 58 959        |         |
| 2007 | 58 001        |         |
| 2006 | 57 950        | 323 000 |
| 2005 | 59 413        | 298 000 |
| 2004 | 60 605        |         |
| 2003 | 60 785        |         |
| 2002 | 60 678        |         |
| 2001 | 62 420        | 327 000 |
| 2000 | 62 163        |         |
| 1999 | 61 807        |         |
| 1998 | 62 466        |         |
| 1997 | 60 713        | 359 000 |
| 1996 | 60 901        |         |

Dati Ads - Accertamenti Diffusione Stampa